# Torneo Preolímpico Femenino de la OFC 2004
El Torneo de Clasificación Olímpica Femenina OFC 2004 fue un torneo de fútbol de asociación que utilizó dos participantes de Oceanía para competir en los Juegos Olímpicos de Verano 2004. Se llevó a cabo en el Parque Govind en Ba, Fiji, del 2 al 6 de marzo de 2004. Fue la primera edición del Torneo de Clasificación Olímpica Femenina de la OFC (con competencias previas utilizando las actuaciones de la Copa Mundial Femenina de la FIFA para la clasificación). Participaron tres naciones.

## Torneo
| Equipo             | PJ | PG | PE | PP | GF | GC | GD  | Pts |
| ------------------ | -- | -- | -- | -- | -- | -- | --- | --- |
| Australia          | 2  | 2  | 0  | 0  | 17 | 0  | +17 | 6   |
| Papúa Nueva Guinea | 2  | 1  | 0  | 1  | 2  | 10 | -8  | 3   |
| Fiyi               | 2  | 0  | 0  | 2  | 0  | 9  | -9  | 0   |

| 2 de marzo de 2004 | Fiyi | 0-2     | Papúa Nueva Guinea     | Govind Park, Ba,                                  |                                                   |
|                    |      | Reporte | Norrie 22' · Taman 74' | Asistencia: 200 espectadores Árbitra: Hong Eun-ah | Asistencia: 200 espectadores Árbitra: Hong Eun-ah |

| 2 de marzo de 2004 | Australia                                                                                | 10-0    | Papúa Nueva Guinea | Govind Park, Ba,                                    |                                                     |
|                    | Gill 5' 16' 35' · De Vanna 23' 33' · Walsh 30' · Peters 38' · Kuralay 52' · Mann 65' 77' | Reporte |                    | Asistencia: 300 espectadores Árbitra: Bentla D'Coth | Asistencia: 300 espectadores Árbitra: Bentla D'Coth |

| 6 de marzo de 2004 | Fiyi | 0-7     | Australia                                              | Govind Park, Ba,                                     |                                                      |
|                    |      | Reporte | Harch 3' 5' 49' · Mann 18' 59' · Foster 33' · Gill 90' | Asistencia: 600 espectadores Árbitra: Dongqing Zhang | Asistencia: 600 espectadores Árbitra: Dongqing Zhang |

## Goleadoras
| Pos | Selección          | Jugadora       | Gol(es) |
| --- | ------------------ | -------------- | ------- |
| 1   | Australia          | Kate Gill      | 4       |
| 1   | Australia          | April Mann     | 4       |
| 3   | Australia          | Lana Harch     | 3       |
| 4   | Australia          | Lisa De Vanna  | 2       |
| 5   | Australia          | Gillian Foster | 1       |
| 5   | Australia          | Selin Kuralay  | 1       |
| 5   | Australia          | Joanne Peters  | 1       |
| 5   | Australia          | Sarah Walsh    | 1       |
| 5   | Papúa Nueva Guinea | Tokoe Norrie   | 1       |
| 5   | Papúa Nueva Guinea | Nellie Taman   | 1       |